# Vallensved Sogn
Vallensved Sogn 
ist eine Kirchspielsgemeinde (dän.: Sogn)
auf der Insel Sjælland im südlichen Dänemark.
Bis 1970 gehörte sie zur Harde Øster Flakkebjerg Herred im damaligen Sorø Amt, danach zur Næstved Kommune im Storstrøms Amt, die im Zuge der  Kommunalreform zum 1. Januar 2007 in der „neuen“ Næstved Kommune in der Region Sjælland aufgegangen ist.
Im Kirchspiel leben 637 Einwohner, davon 265 im Kirchdorf (Stand: 1. Januar 2023).
Im Kirchspiel liegt die Kirche „Vallensved Kirke“.
Nachbargemeinden sind im Norden Gunderslev Sogn, im Osten Herlufsholm Sogn, im Südosten Fodby Sogn, im Süden Karrebæk Sogn und im Westen Hyllinge Sogn.